# Help Army
Help Army («Допоможи армії») — найбільша в Харкові та одна з найчисленніших і найпомітніших в Україні волонтерських організацій допомоги українським військовим під час війни на сході України, а згодом — повномасштабного російського вторгнення. Займається технічною, речовою, медичною та іншою допомогою бійцям, а також підтримкою демобілізованих, їх дітей та мешканців постраждалих населених пунктів. Крім того, організація здійснює різноманітні гуманітарні проекти.

## Історія
Група почала роботу в березні 2014, під час анексії Криму. Спершу активісти доправляли військовим їжу, воду, ліки, одяг, побутові речі, запчастини тощо. Коли волонтери та Міноборони закрили базові потреби військових, група стала постачати технологічно складні речі, потреба в яких гостро стояла навіть на 5-му році війни (системи відеонагляду та керування вогнем, безпілотники, тепловізори, автомобілі та їх обслуговування тощо). Об'єднання зареєстроване як громадська організація «Хелп армі», засновниками якого стали Ганна Геращенко та Олена Рофе-Бекетова, а на перших зборах (2014) було 11 учасників. У серпні того ж року в організації було вже близько 500 волонтерів, серед яких 14 координаторів.
Станом на травень 2014 група допомагала 80-й та 92-й бригадам, 95-му десантному батальйону, 1-му батальйону Нацгвардії, частинам внутрішніх військ та іншим формуванням і зібрала близько 3 млн гривень. У жовтні 2014 вона звітувала про надання різноманітної допомоги вже на суму близько 10 млн гривень.
У серпні 2014 року двоє членів Help Army — Вікторія Мілютіна та Тетяна Бідняк — були призначені радниками на громадських засадах голови Харківської облдержадміністрації Ігоря Балути. Восени 2015 Тетяна Бідняк увійшла до складу Координаційного штабу волонтерів «Сармат» при Міністерстві оборони. 2019 року Бідняк (на той час депутат облради) була виключена з організації.
У листопаді 2014 волонтери групи зареєстрували Благодійний фонд «Харків з тобою» під керівництвом Андрія Шейніна. До завдань фонду входить, зокрема, гуманітарна та освітня діяльність. Він, у свою чергу, того ж місяця став співзасновником Асоціації народних волонтерів України.
У грудні 2014 Help Army та низка інших громадських організацій створили на Харківщині громадський штаб територіальної оборони області.

## Діяльність
- Надання військовим різноманітних приладів та амуніції, у тому числі розроблених власними силами. Зокрема, група розробила бронещити для захисту зенітних гармат і домовилася про їх виготовлення з Харківським заводом засобів індивідуального захисту. 28 травня 2015 року військовим було передано 100-й екземпляр цих щитів[21][22], а за підсумками 2014—2015 років — понад 110 екземплярів[15]. Крім того, волонтери налагодили виробництво вдосконалених станків для кулеметів, глушників, полум'ягасників, «кішок» для розмінування та захисних екранів для важкої техніки[23][24][25][26][22][27][15]. Станом на травень 2015 військовим було надано близько 200 «кішок», а захисними екранами було обладнано більшість танків 92-ї бригади[22]. За словами активістів групи, станом на липень 2014 вони закупили близько 100 бронежилетів 4 класу[28]. Повідомляють вони і про постачання військовим безпілотників, автомобілів, планшетів, систем відеонагляду та керування вогнем, біноклів, тепловізорів, приладів нічного бачення, будматеріалів та іншого[15][29][30][6]. Станом на жовтень 2018 було передано 7 безпілотників[6].

- Розконсервування танків та бронетранспортерів (започатковане Тетяною Бідняк у березні 2014). Спершу волонтери допомагали комплектуючими для військової техніки військовій частині в Башкирівці (92-а бригада), а в травні стали возити різноманітне обладнання військовим в Ізюмі[31][4].

- Допомога прикордонникам та посилення пунктів пропуску на кордоні з Росією, зокрема викопування ровів та укріплення бліндажів. Станом на осінь 2014 року цим займалися до 40-50 волонтерів («окопний батальйон») під керівництвом В'ячеслава Целуйка та Катерини Макаренко, які збиралися кожну неділю[32][33][34]. Восени 2014 вони допомогли зробити кругову систему окопів і три бліндажі та встановити 10 бетонних плит на пунктах контролю «Стрілеча» та «Журавлівка»[35].

- Допомога військовим одягом, взуттям, білизною, медикаментами, продуктами, водою тощо (насамперед на початку війни)[36][6], новорічні подарунки та привітання зі святами[15]; налагодження виробництва сухих борщів разом із кількома іншими волонтерськими організаціями Харківщини[37].

- Медична допомога пораненим, закупівля медикаментів та обладнання для медичних закладів зони АТО та Харківської області (координатор — Вікторія Мілютіна, яка співпрацює, крім того, з групою «Сестра милосердя АТО/Харків»[11])[4][38][2][6]. За словами волонтерів, вони надали допомогу кільком десяткам шпиталів та лікарень, а також провели десятки навчань із тактичної медицини[15]. Крім того, надається допомога дитячим будинкам[10]. Група співпрацює з Департаментом охорони здоров'я Харківської облдержадміністрації в напрямку медичного забезпечення внутрішньо переміщених осіб[39].

- Створення «Волонтерської диспетчерської» — проекту з координації роботи волонтерських бригад швидкої допомоги, які, за словами активістів, вивезли кількасот поранених. Здійснено за підтримки Міжнародного фонду «Відродження»[40][15].

- Регулярна організація концертів для бійців у лікарнях та на позиціях. Перші концерти відбулися в кінці липня 2014[41]. За підсумками 2014 та 2015 років активісти звітують про понад сотню заходів[15].

- Різноманітні інші проєкти: організація відпочинку в Австрії для дітей військових[42], створення в Харкові осередку «Пласту»[43], участь в організації культурних заходів[44], привернення уваги до українських політв'язнів у Росії[45], збір допомоги для мешканців постраждалих населених пунктів[46], транспортування загиблих у їх рідні міста[47] тощо. За словами волонтерів, вони ініціювали реформування мобілізаційної системи і запобігли незаконній мобілізації понад 200 харків'ян, створили служби правової та психологічної підтримки та допомогли десяткам демобілізованих із працевлаштуванням[15][29].

- Разом із кількома іншими волонтерськими групами та громадськими організаціями і за підтримки Міжнародного фонду «Відродження» група організувала в Харкові перший Форум солідарності волонтерів, що відбувся 19 вересня 2014 року[48][10].

- Ініціювання об'єднання волонтерських груп, громадських об'єднань, інших організацій та окремих волонтерів для подолання наслідків епідемії коронавірусної інфекції в Харківській області[49].

## Відомі учасники
- Андрій Таубе — співзасновник волонтерської групи, координатор евакуаційної логістики та допомоги ЗСУ
- Андрій Шейнін — координатор напрямків та програм (володар відзнаки Президента України "Золоте серце", 2019)
- Анжела Денисенко — координаторка напрямку «Музичний батальончик HELP ARMY» (володарка відзнаки Президента України "Золоте серце", 2019)
- Борис Білецький — керівник програми «Технічні розробки» (з 2023 р.)
- Вікторія Милютіна — співзасновниця волонтерської групи, координаторка медичного напрямку
- Володимир Власенко — керівник програми «Логістика для Сил оборони України»
- Іванна Скіба-Якубова — координаторка зі зв'язків з громадськістю
- Ірина Маркевич — співзасновниця волонтерської групи, координаторка напрямку психологічної допомоги
- Ірина Рофе-Бекетова — координаторка програм
- Олександр Гончаров — координатор напрямку допомоги пораненим, керівник проєкту «Ігри Героїв»
- Олена Рофе-Бекетова — співзасновниця волонтерської групи, координаторка, директорка благодійного фонду «Харків з тобою»[50][2][51][52][53][54]
- Олена Шержукова — співзасновниця волонтерської групи, координаторка напрямку реформування державних органів
- Костянтин Кальмет'єв — координатор співпраці з Новою поштою
- Ярослав Маркевич[55][56]
- Яковлева Наталія[57][58][59][60][61] — співзасновниця волонтерської групи.

В різний час координаторами групи були Антон Нат, В'ячеслав Целуйко, Ганна Геращенко, Катерина Макаренко, Катерина Чернявська, Катерина Яресько, Тетяна Бідняк, Тетяна Чернявська, Яна Коваленко[джерело?]

## Відзнаки
- Деякі волонтери організації відзначені державними нагородами:
  - Тетяна Бідняк — орденом княгині Ольги III ступеня (указ президента України від 23 серпня 2014)[55];
  - Андрій Таубе — орденом «За заслуги» III ступеня (указ президента України від 5 грудня 2019)[62];
  - Ярослав Маркевич, Вікторія Мілютіна та Андрій Таубе — медаллю «Захиснику Вітчизни» (указ президента України від 23 серпня 2014)[55][56];
  - Катерина Макаренко — медаллю «За працю і звитягу» (указ президента України від 4 грудня 2014)[63][64];
- 23 липня 2015 року організація Help Army була нагороджена недержавним орденом «Народний Герой України»[65][66];
- 13 вересня 2017 року 17 активістів організації були нагороджені відзнакою Президента України «За гуманітарну участь в антитерористичній операції»[67];
- 16 вересня 2019 року за співпрацю з Help Army кілька співробітників Харківського національного педагогічного університету були нагороджені медалями «За сприяння Збройним Силам України» та грамотами Міністерства оборони України[68];
- 9 грудня 2022 року волонтерам організації Андрію Шейніну та Анжелі Денисенко були присвоєні відзнаки Президента України «Золоте серце»[69];
- У грудні 2022 організація отримала від компанії «Нова пошта» відзнаку «Варті» в номінації «Допомога ЗСУ»,[70] в лютому 2024 — у номінації «Найбільша кількість відправлень на допомогу армії».[71]
- група, її підгрупи та окремі члени відзначені численними грамотами й подяками від органів місцевої влади, військових формувань, окремих офіцерів тощо — зокрема, від Луганської обласної державної адміністрації (23.12.2014), керівника об'єднаного угрупування Національної гвардії в секторі «М» Володимира Кондратюка (2014), голови Харківської облради Сергія Чернова (08.2014)[72], Науково-дослідного експертно-криміналістичного центру при ГУ МВС України в Харківській області (06.2015)[73], 92-ї бригади, радіотехнічного батальйону «Рогань», Східного регіонального управління Державної прикордонної служби[72], Харківського регіонального інституту державного управління, військових частин А3817 (03.11.2015) та В2731 (06.12.2015)[74], першого заступника керівника Антитерористичного центру при СБУ (керівника Антитерористичної операції на території Донецької та Луганської областей) генерал-лейтенанта О. Д. Локоти (28.06.2017)[75].